# Borstwervel

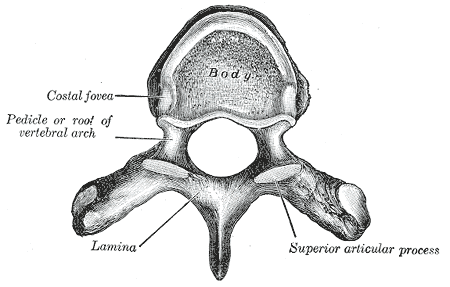
Bovenaanzicht

De borstwervels of vertebrae thoracicae vormen het gedeelte van de wervelkolom dat zich in de borstkas bevindt. De twaalf borstwervels (T1 - T12) zijn van achter hoger dan aan de voorzijde vanwege de kromming van de rug (kyfose) en hebben een ronde wervelholte. De borstwervels verbinden de ribben met de wervelkolom.